# Chaoborus fuscinervis
Chaoborus fuscinervis är en tvåvingeart som beskrevs av Edwards 1930. Chaoborus fuscinervis ingår i släktet Chaoborus och familjen tofsmyggor. Inga underarter finns listade i Catalogue of Life.